# Astra 2A
Astra 2A (Астра 2A) — європейський телекомунікаційний супутник належить компанії Société Européenne des Satellites (Люксембург, Бетцдорф). Він призначається для ретрансляції радіо-і телепрограм в аналоговому і цифровому форматах, а також забезпечення мобільного та Інтернет-зв'язком абонентів Західної Європи.

## Виробник
Супутник виготовлений компанією Hughes Space and Communications (Ель-Сегундо, Каліфорнія).

## Конструкція
Апарат створений на базі блоку HS601HP. На бічних поверхнях прямокутного корпусу супутника, встановлено дві складні чотирьохсекційного симетричні суцільноповоротним сонячні батареї і два параболічних антенних відбивача.
Габарити: (Д х Ш х В) 3,3 x 3,3 x 5,5 (зі складеними антенами і сонячними батареями). Розмах панелей сонячних батарей дорівнює 26 метрам, антен - 10 метрам.

## Рухова установка
Апогейний ЖРД R-4D Marquardt для виходу на робочу орбіту тягою 490 Н + 12 двигунів малої тяги для орієнтації та утримання апарата на робочій орбіті. Для корекції положення в напрямку «північ-південь» встановлена також рухова система XIPS з іонними ксеноновими двигунами.
Система електропостачання потужністю 7 кВт включає в себе сонячні батареї (GaAS) і 24 нікель-водневих акумулятор а для живлення бортової апаратури під час перебування в тіні.

## Бортовий ретрансляційних комплекс
32 ретранслятор а Ku-діапазон а з смугою пропускання по 33 МГц. Ретранслятори працюють в цифровому режимі оснащені підсилювачами на лампах біжучої хвилі потужністю по 98,5 Вт і забезпечують передачу 56 каналів телемовлення.
З 56 каналів 40 покривають діапазон 11,70-12,50 ГГц, який в точці 19.2 обслуговується «Astra 1E» та «-1F», а решта 16 - смугу від 12,50 до 12,75 МГц (смуга «Astra 1G»).
У каталозі Об'єднаного космічного командування США супутнику Астра 2А присвоєно номер 25462 і міжнародне реєстраційне позначення 1998-050A.

## Зона покриття
Західна Європа.